# Oficina Presupuestaria
Una Oficina Presupuestaria es un órgano ministerial de España, dependiente normalmente de una subsecretaría o alguno de sus órganos dependientes, encargado de la elaboración, control, evaluación y gestión del presupuesto que percibe un Ministerio. Su existencia es obligatoria y se regula mediante el Real Decreto 2855/1979, de 21 de diciembre, por el que se crean Oficinas Presupuestarias.

## Objetivos
La creación de estas oficinas presupuestarias en cada departamento ministerial, persigue 2 objetivos principales:
1. La descentralización del proceso de elaboración presupuestaria, su perfeccionamiento y la simplificación burocrática de su gestión.
2. El perfeccionamiento del proceso presupuestario, que se inició hace años mediante la aplicación de nuevas técnicas tales como, la implantación de los sistemas de presupuestos por programas y de presupuesto base cero, como métodos más adecuados para una asignación racional de los recursos públicos, la adopción de nuevos métodos de decisión de gasto y la revisión de los programas de gastos existentes.

## Funciones
- Formular, en términos de objetivos y programas de gasto, incluso plurianuales, los planes de actuación y proyectos de los Servicios departamentales.
- Informar y proponer, en su caso, a la Comisión Presupuestaria la revisión de los programas de gasto.
- Desarrollar las instrucciones para la elaboración del Presupuesto que, conforme a la Ley General Presupuestaria, dicten el Gobierno, el Ministerio respectivo y el Ministerio de Hacienda, y velar por su aplicación.
- Elaborar el anteproyecto de presupuesto del Departamento; coordinar la elaboración de los presupuestos de los Organismos autónomos y consolidarlos con el del Ministerio, así como tramitarlos en la forma reglamentaria al Ministerio de Hacienda.
- Informar y tramitar las propuestas de modificaciones presupuestarias de los Servicios y Organismos que se produzcan en el transcurso del ejercicio.
- Informar los proyectos de disposiciones y resoluciones del Departamento con repercusión sobre el gasto público.
- Realizar el seguimiento y evaluación de los programas de gasto.
- Coordinar los trabajos para el cálculo del coste de los Servicios del Departamento a transferir a los Entes preautonómicos y Comunidades autónomas.
- Cualesquiera otras que el ministro del Departamento le encomiende en relación con el proceso de elaboración y decisión presupuestaria.[1]